# الأرملة (فلم 1930)
الأرملة (بالإنجليزية: The Flirting Widow) هو فيلم كوميدي أميركي انتج عام 1930 من إخراج وليام أ. سيتر، وبطولة دوروثي ماكايل، ليلى هيامز، جورج ماريون، باسل راثبون وتدور احداثه حول التحقيق في مقتل بيشوب.

## روابط خارجية
- مقالات تستعمل روابط فنية بلا صلة مع ويكي بيانات